# Rabbit Heart (Raise It Up)
"Rabbit Heart (Raise It Up)" é uma canção da banda inglesa de rock indie, Florence and the Machine, a partir de seu álbum de estúdio Lungs (2009). Foi lançado como o terceiro single do álbum em 21 de junho de 2009, pela Island e Moshi Moshi Records. A canção foi escrita por Florence Welch e Paul Epworth  produzida por Epworth e misturado por Cenzo Townshend, a música contém elementos de "House Jam" de Gang Gang Dance. Ele foi remixado por vários artistas, incluindo Jamie T, cujo remix aparece no single.
"Rabbit Heart (Raise It Up)" atingiu o 12º lugar no UK Singles Chart, tornando-se o terceiro single mais bem sucedido da banda até agora, atrás apenas de "Spectrum", que alcançou o número um, e "You've Got the Love" que alcançou o número cinco.

## Background
"Rabbit Heart (Raise It Up)" apresenta a voz de Florence Welch afogando com tantas harmonias que parece um coro de só. Ela confessou a The Independent: "O cara que a misturou quase teve um colapso nervoso." 
A canção foi co-escrita por Welch junto com Paul Epworth, que também produziu a música que foi gravada por Mark Rankin. A faixa apresenta Tom 'Moth' Monger na harpa e Robert Ackroyd na guitarra.  Durante os versos, a canção apresenta algumas das melodias e letras (por exemplo, "Quão rapidamente o glamour se desvanece" ) da música de Gang Gang Dance "House Jam". 
Florence descreveu sua inspiração atrás da canção:
Eu escrevi todas essas músicas escuras, e o rótulo sugeriu que deveríamos ter algo que era um pouco mais otimista. No processo de tentar fazer isso, eu percebi que talvez eu estivesse sacrificando algo. Então eu tinha um piano e uma bateria realmente otimistas, mas as letras que saíram eram "Este é o presente / Vem com um preço / Quem é o cordeiro / E quem é a faca?" O coração de coelho é uma referência ao medo. Tenho tanto medo do que está prestes a acontecer. De estar no centro das atenções. 
Como parte da promoção do single, a banda tocou a música para The Jonathan Ross Show, bem como na BBC Radio 1. O single também foi realizado em vários festivais em todo o Reino Unido ao longo de 2009, incluindo Glastonbury, Electric Picnic, Brighton, T in the Parque, Bestival e Reading, entre outros.
A canção foi caracterizada também como "Único da semana" de Zane Lowe da BBC Radio 1. 

## Recepção
"Rabbit Heart (Raise It Up)" recebeu críticas dos críticos de música. Pitchfork Media escreveu que Welch "adiciona alguma ambiguidade bem-vinda a uma produção de Paul Epworth que admiravelmente internaliza cada tendência pseudo-psicológica / folclórica que passou por essas partes nos últimos anos". O espelho tão brilhante e novo / A rapidez com que o glamour se desvanece ", observa sabiamente Welch, um recorde de ouro em todos os sentidos." 

## Desempenho gráfico
Em 4 de julho de 2009, "Rabbit Heart (Raise It Up)" estreou no número doze no UK Singles Chart. Passou um total de sete semanas no top vinte e dezessete no top oficial setenta e cinco, um período de gráficos significativamente mais longo do que qualquer um dos três singles anteriores da banda.  "Rabbit Heart (Raise It Up)" estreou no número quarenta e dois no Irish Singles Chart em 27 de junho de 2009. A música foi então para o pico no número quarenta e um, gastando um total de oito semanas no gráfico.